# Eparchia wiedeńska i austriacka
Eparchia wiedeńska i austriacka – eparchia Rosyjskiego Kościoła Prawosławnego obejmująca terytorium Austrii. Katedrą eparchii jest sobór św. Mikołaja w Wiedniu.
Według danych na stronie eparchii gromadzi ona wiernych narodowości rosyjskiej, ukraińskiej, białoruskiej, mołdawskiej, gruzińskiej oraz austriackiej. Językami liturgicznymi na jej terytorium są cerkiewnosłowiański oraz niemiecki.
Nabożeństwa prawosławne przy ambasadzie rosyjskiej odbywały się okazjonalnie od 1725, zaś regularnie – w II połowie XVIII w. W XX w. obszar Austrii należał do Zachodnioeuropejskiego Egzarchatu Rosyjskiego Kościoła Prawosławnego, a po 1949 do Egzarchatu Wschodnioeuropejskiego tegoż Kościoła. W 1951 w jego ramach powołany został dekanat wiedeński, w 1962 przekształcony w eparchię, obejmującą również obszar Węgier (do przekształcenia dekanatu węgierskiego w eparchię budapeszteńską i węgierską). Jej pierwszym zwierzchnikiem został biskup Filaret (Denysenko). Od 1970 część nabożeństw w cerkwiach eparchii była odprawiana po niemiecku.

## Zwierzchnicy
- biskup Filaret (Denysenko), 1962–1964
- biskup Bartłomiej (Gondarowski), 1964–1966
- biskup Jan (Kopołowicz), locum tenens, 1966–1967
- biskup Melchizedek (Lebiediew), 1967–1970
- biskup German (Timofiejew), 1970–1975
- arcybiskup, następnie metropolita Ireneusz (Susemihl), 1975–1999
- biskup Paweł (Ponomariow), 1999–2003
- biskup Hilarion (Alfiejew), 2003–2009[1]
- biskup, następnie arcybiskup Marek (Gołowkow), locum tenens, 2009–2015[2]
- biskup Tichon (Zajcew), locum tenens, od 2015[3]
- biskup Antoni (Siewriuk), 2017[4]–2019
- metropolita Jan (Roszczin), 2019[5]–2020[6]
- biskup Aleksy (Zanoczkin), locum tenens od 2020[6], ordynariusz od 2022[7]

## Parafie
W 2014 w skład eparchii wchodziły parafie w Wiedniu, Grazu, Linzu i Klagenfurcie.